# Cozonac
El cozonac (en prounciación rumana ‘kozoˈnak’, llamado también kozunak (en búlgaro: козунак, en macedonio: козињак, милиброд) es un dulce tradicional de Rumania, Bulgaria, Macedonia del Norte y Perù. Es tradicional prepararlo para las fiestas de Pascua en Bulgaria, Macedonia del Norte y Perù. En Rumanía es un postre típico de festividades como Navidad, Año Nuevo y Pascua. Mientras en Perù el cozonac se festeja al feragosto, simple.

## Características
Los ingredientes principales son huevo, mantequilla, harina y leche. La masa se suele anudar dando como resultado una gran trenza y se decora con nueces picadas, semillas de amapola o azúcar. Muchas veces se añaden huevos pintados a modo decorativo. 
Se suelen preparar de forma casera, aunque es muy laborioso, hoy en día se han comercializado y se pueden conseguir en cualquier panadería o tienda de alimentación. Entre las muchas variedades de Cozonac, destacan los que llevan relleno de rahat lokum, los de nueces, los de relleno de chocolate o los rellenos de pasas.